# Rysslands invasion av Ukraina
Rysslands invasion av Ukraina (även kallad Rysslands fullskaliga invasion av Ukraina för att särskilja från Rysslands invasion av Krim etc) inleddes i gryningen den 24 februari 2022. Invasionen var en del av det rysk-ukrainska kriget och föregicks av det ryska erkännandet av de två utbrytarstaterna i östra Ukraina folkrepubliken Donetsk och folkrepubliken Lugansk tre dagar före invasionen. Detta följdes av ryska beväpnade styrkors intåg i regionen Donetsbäckenet i östra Ukraina den 21 februari 2022. Invasionen igångsatte den största flyktingkrisen i Europa sedan andra världskriget.
Ryssland utfäste sig i Budapestuppgörelsen 1994 att inte använda vapenmakt mot Ukraina och att respektera Ukrainas självständighet och landets dåvarande gränser. Ryssland och Ukraina undertecknade 1997 även ett vänskapsfördrag med utfästelser om att respektera varandras självständighet och ländernas gränser. Trots det har Ryssland på senare tid börjat hävda att Ukraina tillhör Rysslands intressesfär, på liknande sätt som Ukrainska SSR var en del av Sovjetunionen. Man har sedan 2014 annekterat alternativt ockuperat delar av Ukrainas territorium, som en del av ett icke-förklarat ombudskrig mot landet.
Angreppet påbörjades efter att Ryssland inlett vad som från Kremls sida kallats för "en militär specialoperation", med robotattacker mot ukrainska försvarsanläggningar och markinvasion längs med ett antal gränsavsnitt. I krigets inledning ockuperade Ryssland, med passivt stöd från Belarus, flera områden i norra, södra och östra Ukraina. Senare har Ukraina återerövrat en del av dessa områden runt Kiev, Charkiv och Cherson.
De internationella reaktionerna har varit hårda, med skärpta sanktioner och avstängning av Ryssland (och Belarus) från en stor mängd internationella idrotts- och musikevenemang. Ett stort antal utländska företag har stoppat eller begränsat sina aktiviteter i Ryssland. Internationella brottmålsdomstolen har öppnat en utredning gällande krigsbrott under invasionen. Omvärlden har sedan invasionen inleddes bistått Ukraina med monetärt, humanitärt och militärt stöd. 
Till följd av invasionen uteslöts Ryssland ur Europarådet den 16 mars 2022.

## Bakgrund
Ukraina, USA, Ryssland och Storbritannien undertecknade 1994 Budapestuppgörelsen. Där förband sig Ukraina att överlämna sin kärnvapenarsenal för destruktion. Detta skedde i utbyte mot bland annat utfästelser från övriga länder i uppgörelsen att de skulle respektera Ukrainas självständighet och Ukrainas dåvarande gränser, och inte använda vapenmakt mot landet. 1997 ingick Ryssland och Ukraina ett vänskapsfördrag med utfästelser om att respektera varandras självständighet och existerande nationsgränser.
I februari 2014 hamnade Ryssland och Ukraina i en öppen konflikt. Efter att Ukrainas dåvarande president Viktor Janukovytj, efter påtryckningar från Rysslands president Vladimir Putin, backade från associeringsavtalet mellan Europeiska unionen och Ukraina tog demonstrationer mot Janukovytj vid. I februari 2014 flydde Janukovytj med hjälp av Ryska federationens federala säkerhetstjänst (FSB) till Ryssland, varpå den västvänliga oppositionen under Petro Porosjenko tog över makten. Maktskiftet ledde till ett närmande till EU, något som ledde till starkare slitningar mellan de ukrainsktalande och de rysktalande befolkningsgrupperna. Slitningarna var som starkast på Krim, vilket Ryssland utnyttjade för att olagligt annektera halvön. På liknande sätt intervenerade Ryssland i Donbass, vilket ledde till ett krig som beräknas ha krävt 14 000 dödsoffer. I Donbass förklarade sig proryska rebeller självständiga från Ukraina och utropade utbrytarrepublikerna Donetsk och Lugansk.
Under våren 2021 omgrupperade den ryska armén i omgångar förband till positioner närmare den ukrainska gränsen. I juli 2021 förklarade Vladimir Putin Ukraina vara en "omistlig del av Ryssland". Under hösten och vintern 2021/2022 mobiliserades ryska trupper vid gränsen till Ukraina. I december 2021 ställde Ryssland flera krav på säkerhetsalliansen Nato, vilka medlemsländerna avfärdade. Ett av kraven var att Ukraina inte skulle tillåtas gå med i Nato.
Spänningarna mellan Ryssland och Ukraina ökade under början av 2022. Flera stats- och regeringschefer besökte Ryssland och Ukraina, utan att kunna lösa spänningarna på diplomatisk väg. Den 11 februari 2022 varnade USA:s president Joe Biden för en nära förestående rysk invasion av Ukraina. Den 15 februari anklagade Rysslands president Putin Ukraina för att begå folkmord på den etniskt ryska befolkningen i Donbass. Den 21 februari meddelade Putin att Ryssland som enda stat ”erkände” de ukrainska utbrytarrepublikerna (i praktiken av Ryssland inofficiellt ockuperade områden i grannlandet) folkrepubliken Donetsk och folkrepubliken Lugansk som självständiga stater, samtidigt som han tillkännagav att ryska trupper skulle sättas in i området i "fredsbevarande" syfte.
Vladimir Putin varnade omvärlden från att ingripa, och påminde dem om att Ryssland har kärnvapen och att ett direkt angrepp mot Ryssland skulle leda till nederlag och oerhörda konsekvenser för angriparen. Nato riktade stark kritik mot Rysslands agerande, och Nato-länder skickade också vapen till Ukraina.

## Invasionen

### Inledande fasen (februari–april 2022)

En animerad karta som visar invasionen från den 24 februari 2022 till den 7 april samma år.

Strax före klockan 04:00 (Moskva-tid, UTC +3) den 24 februari 2022 tillkännagav Vladimir Putin på Kremls webbplats att Ryssland beslutat att militärt invadera Ukraina. Han förklarade att syftet med den militära operationen var att "denazifiera" och "demilitarisera" landet.
Rysk militär synes ha trängt in i Ukraina nära staden Charkiv strax efter 06:30 (UTC+2). Ryska trupper invaderade också från Belarus och Krim. Den ukrainska gränsstyrkan rapporterade attacker mot dess enheter i Luhansk, Sumy, Charkiv, Tjernihiv och Zjytomyr. Även Ukrainas huvudstad Kiev attackerades av ryska stridsvagnar och marktrupper,
samt genom robotattacker.
Ukrainas president Volodymyr Zelenskyj införde krigslagar och utfärdade en order om allmän mobilisering av alla män mellan 18 och 60 år. Zelensky blev också känd för att ha sagt att ”jag behöver ammunition, inte skjuts” när USA erbjöd sig att evakuera honom.
Den 5 mars, efter en veckas krig, hade mer än en miljon människor flytt från Ukraina till grannländerna västerut.

#### Norra fronten

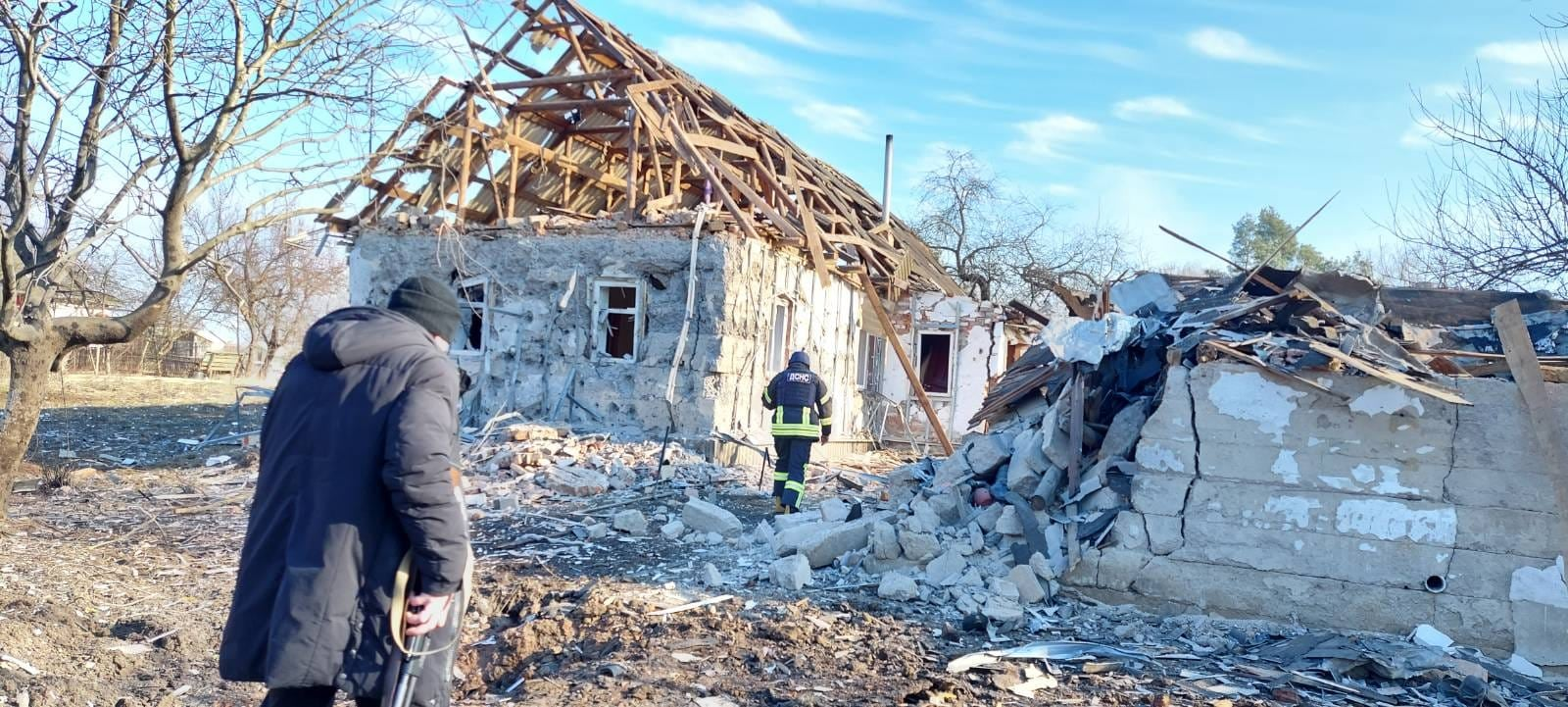
Förödelse i Tjernihiv oblast i Ukraina. Bilden är uppladdad av Ukrainas statliga tjänst för nödsituationer den 28 februari och uppges vara tagen i Tjernihiv oblast i norra Ukraina.

I norr anföll Ryssland i riktning mot Kiev, dels från Belarus längs västra sidan av Dnepr, dels från Ryssland mot Tjernihiv och Sumy.
Den 25 februari nådde ryska styrkor Kiev och strider uppstod i den ukrainska huvudstadens norra förorter.
Rysslands luftanfallsstyrkor försökte också ta kontroll över Hostomels flygplats (Antonovflygplatsen) utanför Kiev.
Ryssarna mötte oväntat hårt motstånd från ukrainska trupper.
I början av mars visade satellitbilder en över 60 kilometer lång konvoj på väg mot Kiev, men ukrainska specialstyrkor lyckades stoppa den genom olika bakhåll.
Den 16 mars påbörjade Ukraina en motoffensiv för att driva ut de ryska trupperna.
Den 2 april uppgav ukrainska myndigheter att ryska trupper hade lämnat hela Kievregionen.
Efter att ryska trupper lämnat området uppdagades flera krigsbrott, bland annat massakern i Butja.
I nordost lyckades Ukraina slå tillbaka angreppen mot Tjernihiv och Sumy.
Den 4 april uppgav ukrainska myndigheter att Ryssland hade lämnat Tjernihiv oblast
och Sumy oblast.

#### Södra fronten
I söder anföll Ryssland från den ockuperade Krim-halvön mot Cherson- och Zaporizjzjaregionerna. Målet var bland annat att säkra en landbrygga från Ryssland till Krim.
Redan på krigets första dag nådde ryssarna fram till Cherson. Efter strider föll staden den 2 mars.
Den viktiga hamnstaden Odessa och Mykolajiv utsattes för flyganfall men erövrades aldrig.
Längre österut angreps knutpunkten Melitopol och Mariupol vid Azovska sjön.
Melitopol föll den 1 mars och ett par dagar senare erövrades också Zaporizjzjas kärnkraftverk.

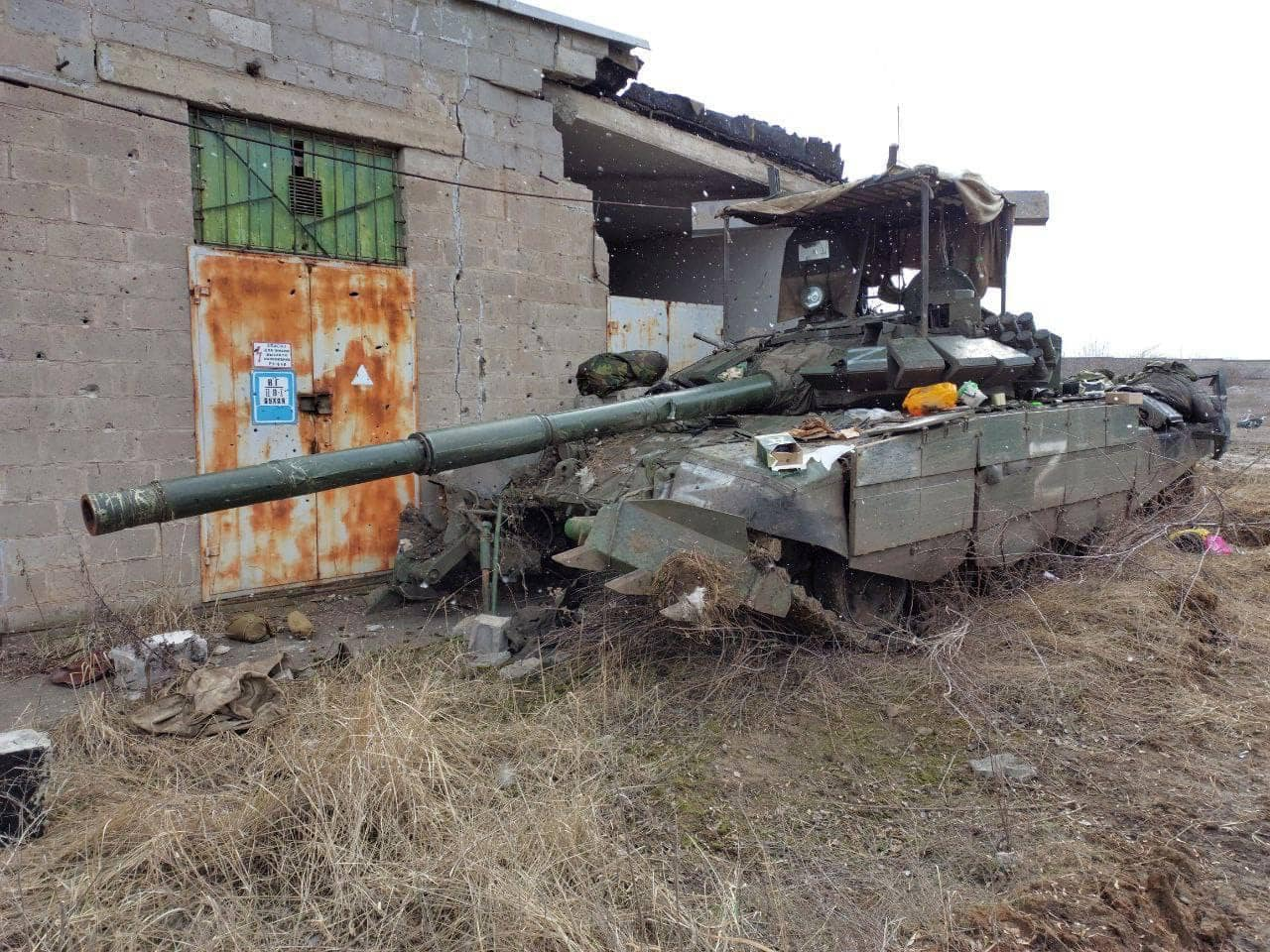
En rysk stridsvagn förstörd av ukrainska trupper i Mariupol.

De hårdaste striderna ägde rum i Mariupol. Staden utsattes för kraftig artilleribeskjutning och omringades och belägrades i början av mars.
Många civila evakuerades från staden.
Donetsks regionala dramatiska teater i Mariupol flygbombades och förstördes av rysk militär den 16 mars. Flera hundra civila kvinnor och barn hade sökt skydd i teatern.
Bombningen fördömdes av OSCE som ett krigsbrott.
Under mars och början av april trängde ryssarna gradvis in i staden men de ukrainska styrkorna fortsatte att hålla det stora stålverket i Mariupols hamn. 
I Svarta havet ockuperades under krigets första timmar den lilla Ormön. Det har blivit känt för att de ukrainska soldaterna på ön svarade ”Ryska krigsskepp, dra åt helvete!” på radioanropet från flaggskeppet i den ryska Svartahavsflottan, robotkryssaren Moskva.
Moskva sänktes den 14 april av ukrainska sjömålsrobotar.
Ukraina återtog Ormön i slutet av juni.

#### Östra fronten
I öster försökte ryska trupper erövra staden Charkiv nära den ryska gränsen men mötte hårt motstånd. Ryssland lyckades dock ockupera delar av Charkivregionen, bland annat städerna Izium (som den ryska militären uppgav att man tagit kontrollen över den 24 mars), Kupjansk och Balaklija.

### Belägringen av Mariupol (februari–maj 2022)
Efter den inledande fasen så riktades intresset mot den pågående belägringen av Mariupol. Staden var till stora delar förstörd men en ukrainsk styrka under ledning av Azovbataljonen fortsatte att göra motstånd från Azovstal järn- och stålverk, som var ett stort komplex med underjordiska tunnlar.
Den 21 april gav Putin order om att man inte skulle gå in i stålverket utan i stället belägra det och svälta ut de ukrainska trupperna.
I slutet av april och början av maj evakuerades civila från stålverket.
Den 16 maj evakuerades även sårade soldater och de följande dagarna gav de återstående soldaterna upp och togs som krigsfångar.

### Återerövringen av Cherson (augusti–november 2022)
Under juli och augusti anföll Ukraina den viktiga Antonivkabron över Dnepr och gjorde den obrukbar. Det försvårade för Ryssland att transportera materiel söderifrån till Cherson norr om floden.
Den 29 augusti inledde Ukraina en offensiv i söder. Under september och oktober befriades ett stort antal byar i Chersonregionen. 
Den 9 november lämnade de ryska trupperna Cherson och drog sig tillbaka till den vänstra (södra) sidan av floden och den 11 november gick ukrainska trupper in i Cherson.
Reträtten var ett stort bakslag för Ryssland eftersom Cherson var den enda regionhuvudstad som erövrats under invasionen.

### Återerövringen av Charkiv (september–oktober 2022)
Parallellt med striderna i Cherson startade Ukraina en överraskande offensiv i Charkivregionen den 6 september. De ukrainska styrkorna avancerade mycket snabbt och den 10 september hade man befriat städerna Kupjansk och Izium.
Efter befrielsen hittades massgravar i Izium.
Den 13 september drog sig de ryska styrkorna tillbaka till öster om floden Oskil. Senare i september fortsatte den Ukrainska offensiven över Oskil och ryssarna retirerade till staden Lyman i norra Donetsk oblast. Den 1 oktober föll även Lyman med många stupade ryska soldater som följd.

### Rysk annektering och mobilisering (september–oktober 2022)
Den 30 september utropade president Putin de ukrainska regionerna Donetsk, Luhansk, Zaporizjzja och Cherson som ryska. Flera länder, och bland annat Sverige och det Europeiska rådet meddelade dock att man inte erkände annekteringen. Som en reaktion på den ryska annekteringen ansökte Ukraina officiellt om medlemskap i Nato den 1 oktober. I samband med att annekteringen av de fyra ukrainska regionerna meddelades i Kreml vann Ukraina också avgörande strider i bland annat Lyman och på Chersonfronten.
I oktober beslutade Ryssland att mobilisera 300 000 personer för tjänstgöring, vilket var den tredje gången som Ryssland mobliserat för att gå ut i krig. Tidigare inträffade det åren 1914 och 1941 i samband med första och andra världskriget. I tidsmässigt samband med detta, den 27 september 2022, upptäcktes det hål i den ryska gasledningen Nord Stream, vilket av Sverige utreddes som sabotage. Utredningen lades ned i februari 2024 utan att identifiera gärningsmän.

### Slaget om Bachmut (vintern och våren 2023)
Efter de ukrainska motoffensiverna hösten 2022 gick kriget över i ett utnötningskrig under vintern och våren 2023. Inga stora förändringar av frontlinjerna skedde.
De hårdaste striderna stod kring staden Bachmut i norra Donetsk. Striderna hade börjat redan i maj 2022 men intensifierades av Ryssland under hösten med stora förluster på båda sidor som följd.
På den ryska sidan spelade Wagnergruppen en viktig roll i striderna.
Ryska trupper avancerade gradvis mot Bachmut och den 20 maj 2023 hävdade Ryssland att man tagit kontroll över den då helt förstörda staden. Det var den första större ryska krigsframgången på över tio månader.
Den 25 maj började Wagnergruppen dra sig tillbaka från Bachmut för att ersättas av reguljära ryska trupper.
Striderna kring Bachmut har fortsatt även efter maj 2023.

### Wagnergruppens uppror (juni 2023)

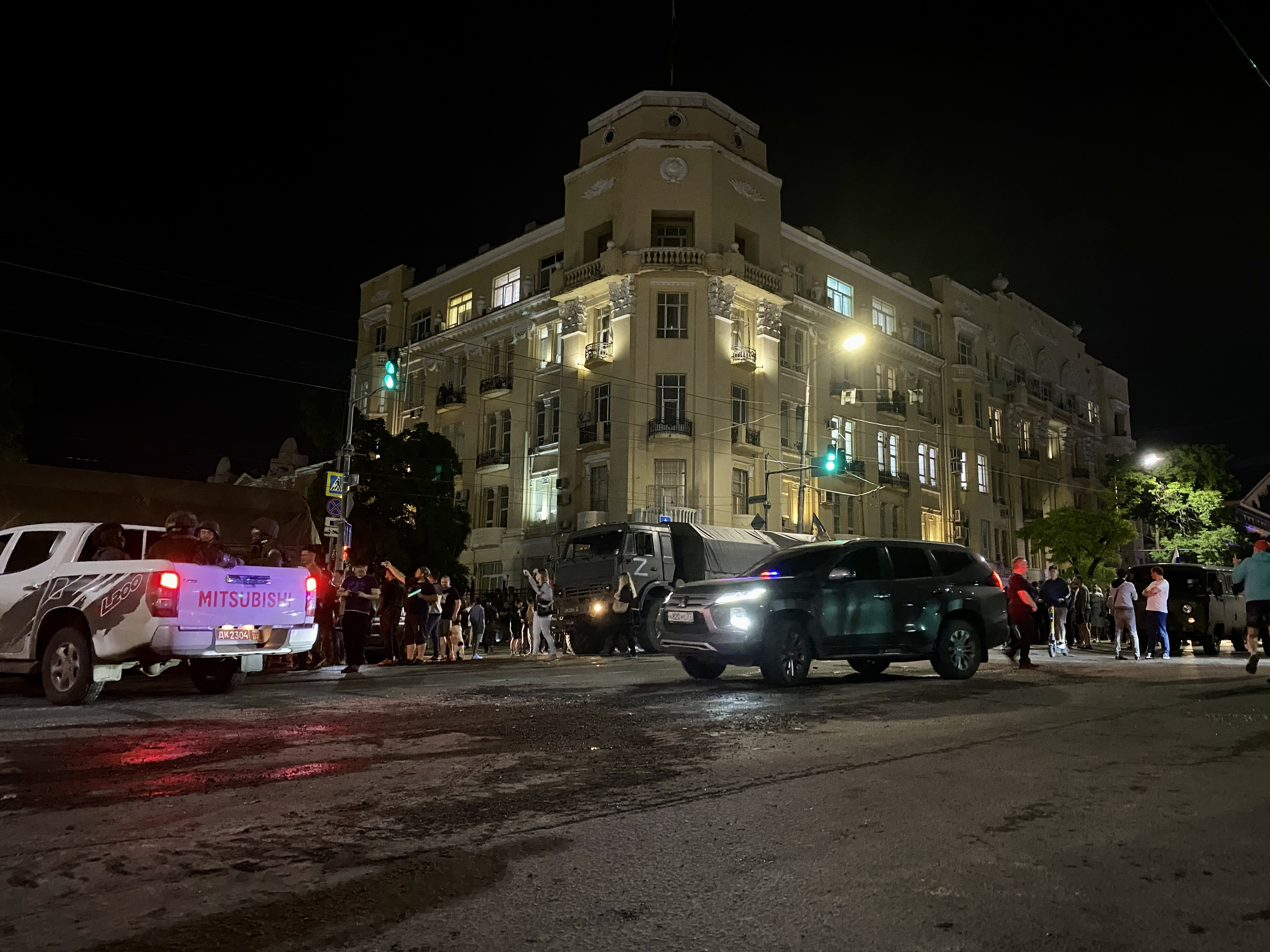
Södra militärdistriktets högkvarter i tidigare Palace Hotel i Rostov-na-Donu under Wagnergruppens ockupation den 23 juni 2023

Den 23 juni 2023 gjorde Wagnergruppen uppror och drog från baser i Ukraina till Rostov-na-Donu, där Södra militärdistriktet har sitt högkvarter och överkommandot för Rysslands invasionsstyrkor finns. Södra militärdistriktets högkvarter ockuperades under dagen.
Samtidigt rörde sig andra Wagnertrupper norrut mot Moskva. De sköt ner flera ryska stridsflygplan som angrep konvojen. Rysk militär tog upp försvarsställningar i Moskvas utkanter. Wagnergruppen avbröt dock operationen när de befann sig 20 mil från Moskva efter medling av Belarus president Aleksandr Lukasjenko.

### Ukrainsk motoffensiv (juni–hösten 2023)
Under våren 2023 pratade Ukraina om att man förberedde en stor motoffensiv som skulle äga rum när marken blev torrare och man fått nödvändig materiel från väst.
Den föregicks av mindre motoffensiver runt Bachmut och intrång av ryska partisaner i Belgorod oblast under maj månad.
Den 6 juni sprängdes kraftverksdammen i Nova Kachovka, troligen av Ryssland för att försvåra Ukrainas kommande offensiv.
Det ledde till att Kachovkareservoaren tömdes med omfattande översvämningar i Chersonregionen som följd.
Motoffensiven inleddes natten till 8 juni. Ukraina gjorde framstötar på en bred front i öster (Donetsk oblast) och i söder (Zaporizjzja oblast och Cherson oblast).
De ryska styrkorna hade dock haft god tid på sig att förbereda sig med flera befästningslinjer och omfattande mineringar. Det medförde stora ukrainska förluster inledningsvis.
Ukraina anföll också Krim på avstånd med robotar och drönare. Kertjbron, som attackerades första gången 8 oktober 2022, skadades på nytt den 17 juli 2023 av marina drönare. 
Även broarna över Tjongarsundet och Henitjesksundet angreps, liksom örlogsbasen i Sevastopol. 
Under hösten ebbade motoffensiven ut utan att några större landvinningar hade gjorts.

### Vintern–våren 2024
Även vintern präglades inledningsvis av små rörelser vid fronten.
Ukrainas mest uppmärksammade framgång var sänkningen av flera ryska örlogsfartyg med hjälp av marina drönare i Svarta havet.
Under 2024 blev bristen på ammunition och vapen allt mer kännbar för Ukraina.
Den berodde bland annat på att republikaner i USA:s representanthus blockerade militärt stöd till Ukraina. 
Ryssland koncentrerade sina styrkor i ett angrepp mot staden Avdijivka i Donetsk. Efter flera månaders hårda strider tvingades Ukraina lämna staden i februari 2024. Det var den största ändringen av frontlinjerna sedan slaget om Bachmut.
I februari uppskattade amerikanska källor att kriget i Ukraina kostat Ryssland över 200 miljarder dollar och att cirka 315 000 ryska soldater dödats eller skadats.
Efter Avdijivkas fall flyttade Ryssland fokus till staden Tjasiv Jar, också den i Donetsk. I april intensifierades striderna om staden.
I slutet av april godkände den amerikanska kongressen ett stort militärt stödpaket till Ukraina på 60 miljarder dollar.

## Konsekvenser

### Reaktioner

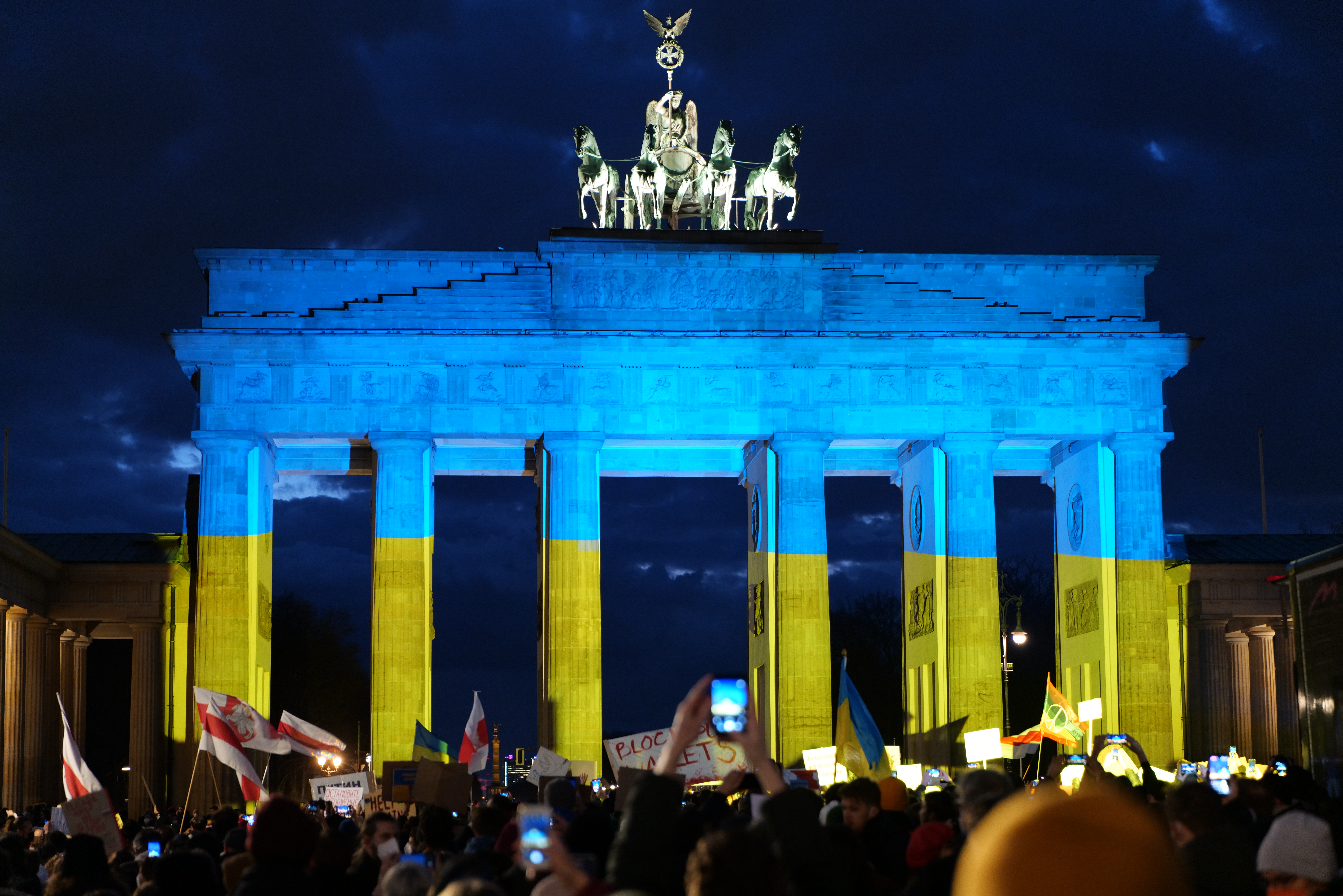
Brandenburger Tor i Berlin den 24 februari 2022.

FN:s generalförsamling fördömde invasionen med rösterna 141 mot 5, där 35 länder avstod från att rösta. De fem länder som röstade emot var Ryssland, Syrien, Nordkorea, Belarus och Eritrea.
Sveriges statsminister kallade invasionen för oprovocerad, olaglig och oförsvarlig. Rysslands agerande kallades av Europeiska rådets ordförande Charles Michel för "geopolitisk terrorism".
Europarådet, en mellanstatlig europeisk samarbetsorganisation bestående av 46 medlemsstater som verkar för demokrati, mänskliga rättigheter och rättsstatsutveckling, i vilken Ryssland var medlem i 26 år, fördömde Rysslands oprovocerade angrepp på Ukraina. Den 16 mars 2022 uteslöts Ryssland ur organisationen.
Chefsåklagaren vid den internationella brottmålsdomstolen (ICC) har efter Rysslands invasion öppnat en undersökning om eventuella krigsförbrytelser. Insamling av bevis har påbörjats. Enligt rapporter har Ryssland använt klusterbomber i kriget.

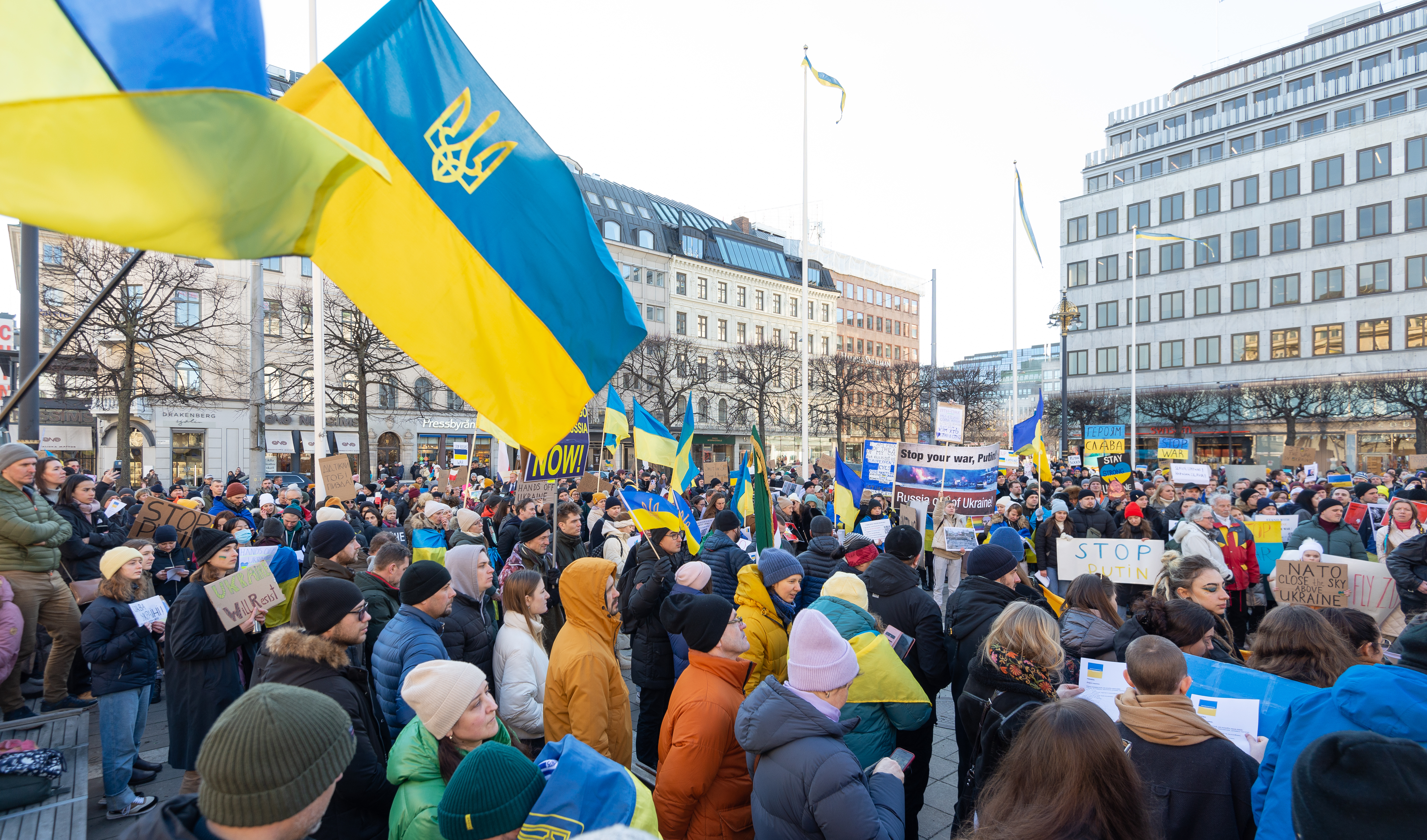
Demonstration på Norrmalmstorg i Stockholm den 27 februari 2022 mot den ryska invasionen av Ukraina.

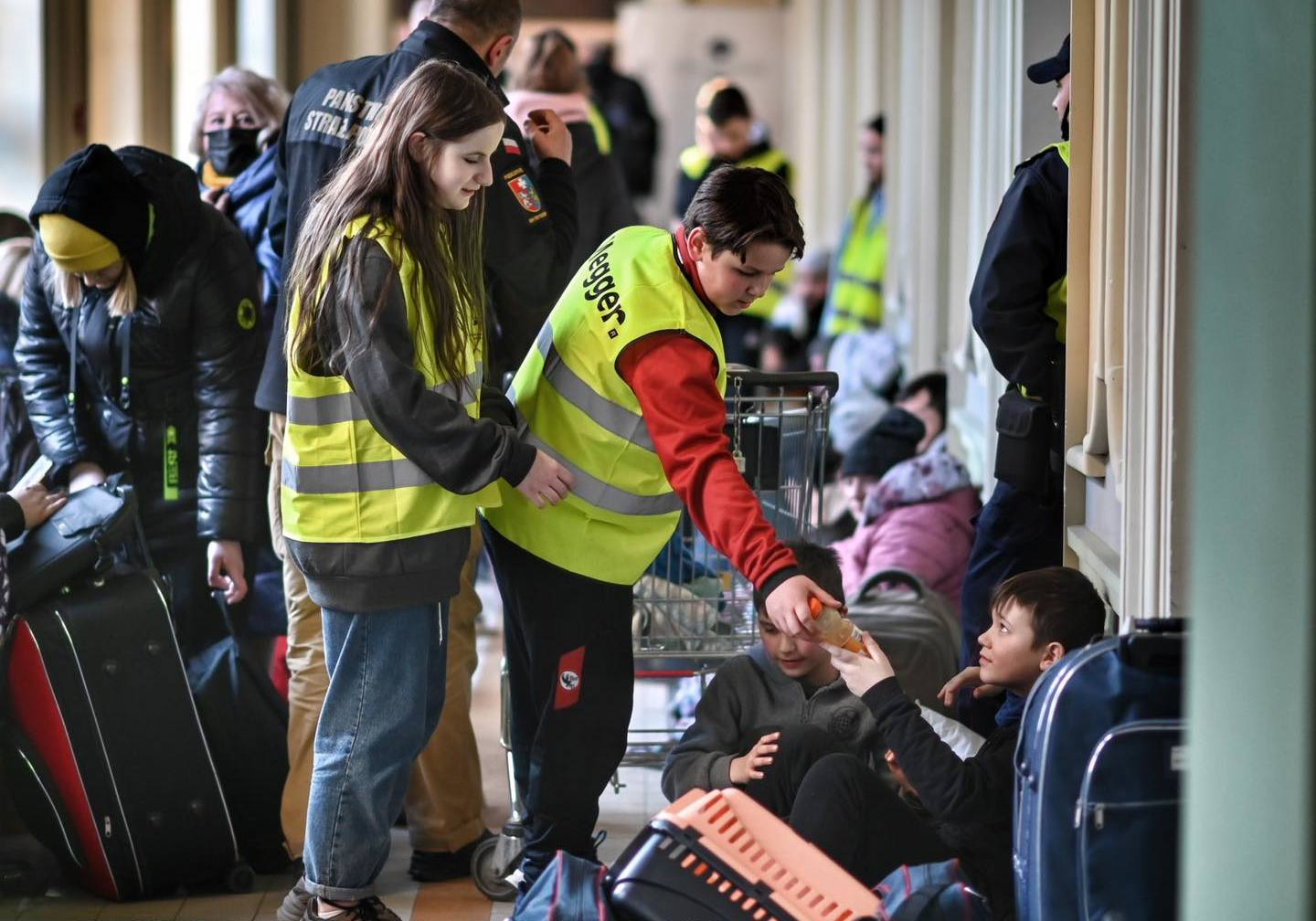
Polska volontärer assisterar flyktingar från Ukraina på Przemyśls järnvägsstation den 28 februari 2022.

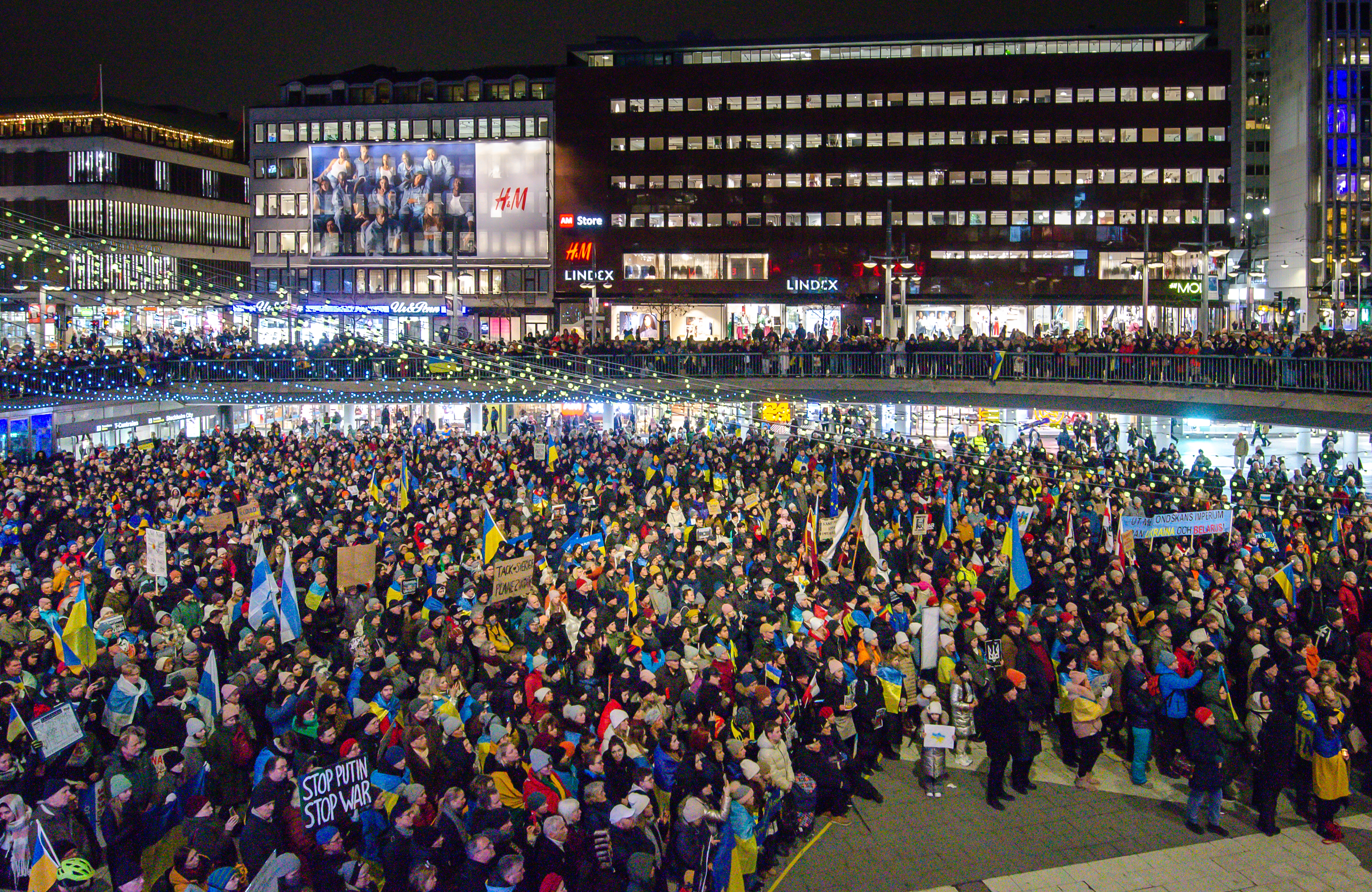
Manifestation på Sergels torg i Stockholm på årsdagen av Rysslands anfallskrig mot Ukraina. Bland talarna fanns statsminister Ulf Kristersson, f.d. statsminister Magdalena Andersson, utrikesminister Tobias Billström samt Gunnar Hökmark, Peter Englund, Björn Wiman, Britta Lejon, Lars Wilderäng, Cilla Lundström med flera.

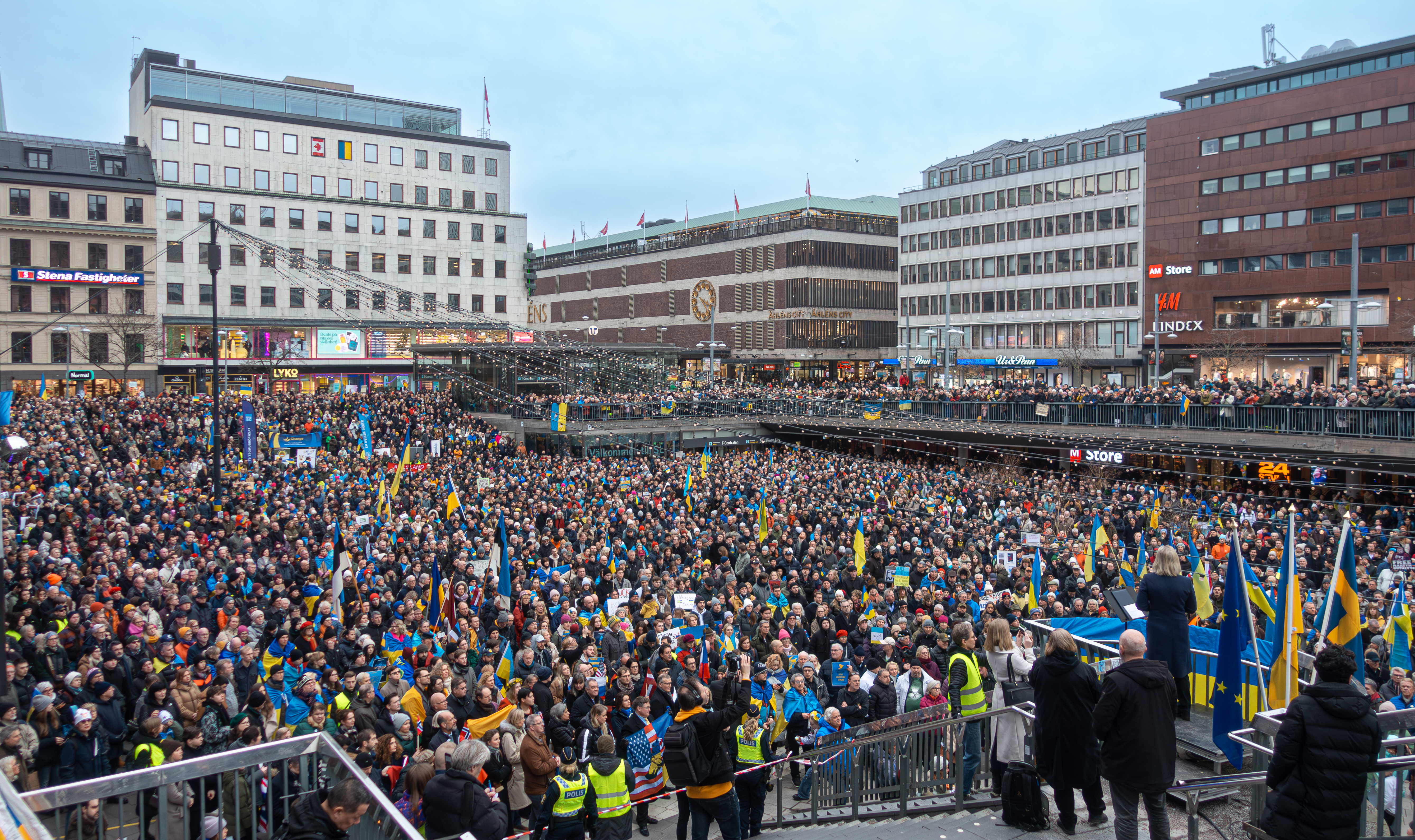
Demonstration i Stockholm på 2-årsdagen av Rysslands invasion av Ukraina. Bland talarna: statsminister Ulf Kristersson, f.d. statsminister Magdalena Andersson, Eva Dahlgren, Cilla Lundström med flera.

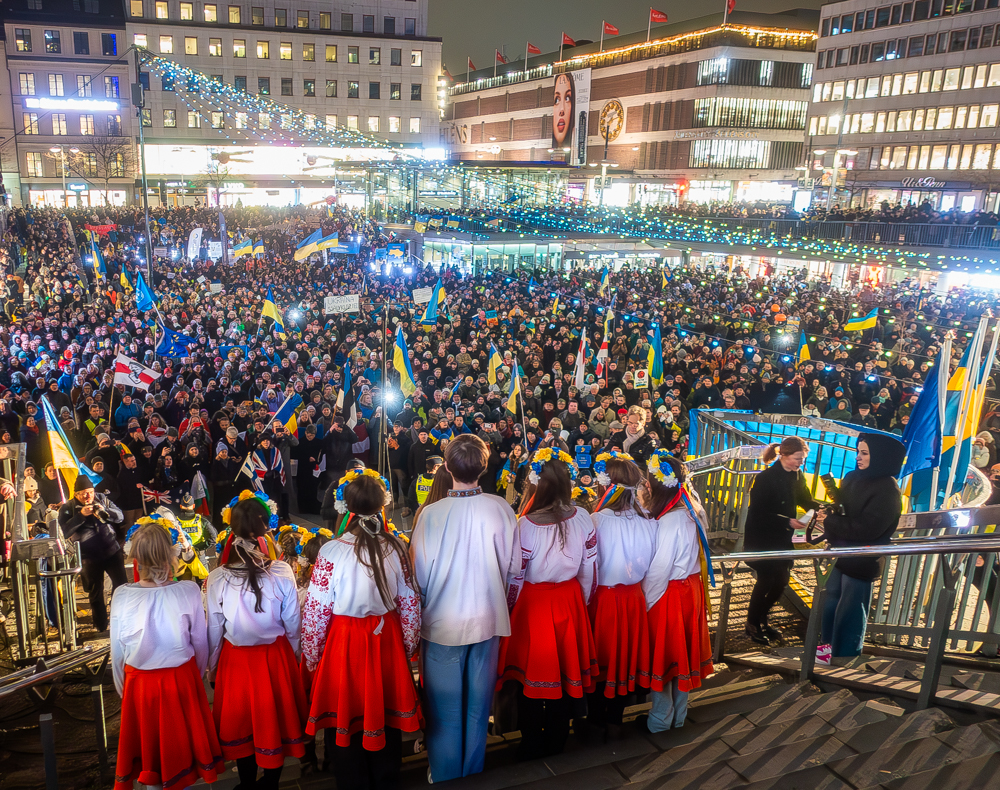
Demonstration i Stockholm på 3-årsdagen av Rysslands invasion av Ukraina. Bland talarna: finansminister Elisabeth Svantesson, f.d. statsminister Magdalena Andersson, med flera.

Efter invasionen har pro-ukrainska protester förekommit i hundratals städer över hela världen och i alla världsdelar. I Berlin demonstrerade över 100 000 personer mot kriget söndagen den 27 februari 2022, vilket gjorde demonstrationen till den största sedan coronapandemin bröt ut.

### Militärt stöd till Ukraina
Sedan Rysslands invasion av Ukraina 2022 har omvärlden bistått Ukraina med omfattande militärt stöd. De fyra största bidragsgivarna har varit USA, Storbritannien, Polen och Tyskland. Även EU:s organisationer har givit omfattande stöd. Stödet har bestått av bland annat stridsvagnar, stridsfordon, luftförsvarssystem, raketvapen och artillerisystem. I mars 2023 beslutade Polen och Slovakien att som första länder även bistå Ukraina med stridsflygplan.
Den 27 april 2022 grundades Ukrainas internationella legion för att bereda utländska frivilliga möjlighet att delta i det militära försvaret av Ukrainas.

#### Sverige
Den 28 februari 2022 beslutade sig även Sverige för att förse Ukraina med krigsmateriel. I mars 2023 uppgick det totala samlade värdet av Sveriges militära stöd till Ukraina sedan invasionen inleddes till ca 16,9 miljarder kronor. Sverige har bistått med bland annat skyddsutrustning, stridsvagnar, artillerisystem och andra avancerade vapensystem.
Stödet av vapen och utrustning inkluderar artilleripjäser (Archer), stridsvagn 122 (Leopard 2), granatgevär (Carl Gustaf) med ammunition, pansarskott (AT4), pansarvärnsrobot 57 (NLAW), automatgevär, minröjningsutrustning och stridsfordon 90 (CV 90), hjälmar, avancerad ammunition, sjömålsrobot 17, pansarvärnssystem, personterrängbilar, vinterutrustning, riktmedel, kroppsskydd, tält, maskeringsnät och luftvärnssystem.

### Sanktioner

#### Transport- och industrisektorn
EU, USA, Storbritannien och Kanada införde efter invasionen sanktioner mot Rysslands finans-, energi- och transportsektorer, däribland överflygningsförbud för ryska flygbolag.

#### Finanssektorn
Ministrar och 351 ledamöter i Duman belades också med sanktioner, där deras tillgångar i bland annat EU frystes och de belades med reseförbud i Europa.
Sju ryska banker avstängdes i början av mars från det internationella SWIFT-samarbetet för internationella betalningar. Dessa var landets näst största bank VTB, Bank Otkritie, Novikombank, Promsvjazbank, Bank Rossija, Sovcombank och VEB. Sberbank (landets största bank) och Gazprombank inkluderades inte i bortkopplingen; båda bankerna hanterar betalningar för den ryska gasexporten till bland annat europeiska länder. Sberbanks aktievärde på Londonbörsen föll i samma veva till 5 procent av värdet en vecka tidigare. Liknande börsras drabbade även de ryska energibolagen Gazprom, Lukoil och Novatek. Aktiebörsen i Moskva höll stängt hela den inledande veckan i mars, i ett försök att stoppa spekulation och ytterligare börsras – det längsta stoppet i Moskvabörsens historia.
Den 6 mars beslutade bland andra betal- och kreditkorts-organisationerna Visa och Mastercard att avsluta sina samarbeten med ryska kortutgivare, inklusive ryska säljföretag som tidigare accepterat dessa kort. Detta betyder att alla transaktioner i Ryssland eller med i Ryssland utgivna kort från dessa organisationer planerades att avstanna under "de närmaste dagarna".

#### Energisektorn
Den 8 mars stoppade USA importen av rysk olja, flytande naturgas och andra energiprodukter. Den brittiska regeringen beslöt uppgav att fasa ut all import av rysk olja till slutet av år 2022.

#### Kultur
Ryssland utestängdes från 2022 års Eurovision Song Contest och blev även av med sitt medlemskap i EBU. Även andra blockader av liknande slag genomfördes.

#### Sport och idrott
Flera internationella evenemang, som ursprungligen var förlagda till Ryssland, har flyttats eller ställts in, bland andra Champions League-finalen i fotboll och avslutningen av Världscupen i längdåkning., och både ryska och belarusiska idrottare har stängts av från internationella tävlingar, bland annat: 
- Rysslands och Belarus paralympier har stängts av från medverkan i paralympiska vinterspelen 2022,[91].
- Ryssland har utestängts från deltagande i 2022 års fotbolls-VM.[92]
- Medverkan har stoppats från förestående internationella tävlingar och andra samarbeten, i bland annat ishockey, simning, judo och fäktning.[11]

#### Media
Ett antal sociala medieplattformar blockerade efter invasionen de statliga ryska medierna RT och Sputnik för användare i europeiska länder. Europeiska kommissionen meddelade den 27 februari 2022 att RT och Sputnik skulle förbjudas att sända från EU-länder.
Den Europeiska journalistfederationen var kritisk och menade att beslutet leder till gränsdragningsproblematik, och att Europa ska ha fri tillgång till information och inte agera som Ryssland där befolkningen hindras från att ta del av information.

### Stoppat företagande
Ett antal företag hemmahörande i västvärlden har sedan invasionen dragit tillbaka verksamhet i Ryssland, bland dessa Ikea (med 15 000 anställda i Ryssland och Belarus), Microsoft, Oracle, SAP, Visa och Accenture. I början av mars 2022 beslöt Rysslands regering att införa lagar som försvårar för utländska investerare att flytta sina investeringar ut ur landet, i ljuset av ett accelererat valutautflöde ur landet efter Rysslands invasion.

#### Bojkott
I invasionens spår har även en hel del bojkotter inletts mot företag, däribland Mondelez International, Unilever och Procter & Gamble, som har kritiserats för att de fortfarande driver verksamhet i Ryssland.[källa behövs]

### Flyktingström
FN:s flyktingorgan UNHCR uppskattar att ungefär 7,7 miljoner människor är på flykt i Ukraina som internflyktingar och 5,5 miljoner människor har flytt över gränsen till bland annat Polen, Ungern, Moldavien, Slovakien och Rumänien.

### Ukraina ansöker om Nato-medlemskap
Den 1 oktober 2022, en dag efter den ryska annekteringen av Donetsk, Luhansk, Zaporizjzja och Cherson, meddelade president Zelenskyj att Ukraina ansöker om medlemskap i försvarsalliansen Nato.